# Albrecht Schrader
Albrecht Schrader (* 1983 in Hamburg) ist ein deutscher Komponist, Musiker, Entertainer und Label-Betreiber.

## Leben
Schrader ist aufgewachsen in Hamburg-Nienstedten. Nach dem Abitur absolvierte er ein Studium der Musik-, Theater-, Film-, Fernseh- und Literaturwissenschaft an der Universität zu Köln. 2012 gab er mit der EP Jill McBain sein Solo-Debüt, veröffentlichte 2015 mit Warm Hugs ’n Silly Grooves online ein Instrumental-Album, erreichte 2016 mit der EP Leben in der Großstadt eine breitere Öffentlichkeit und brachte 2017 bei Staatsakt sein erstes Pop-Album Nichtsdestotrotzdem heraus. 2020 folgte das biographisch angelehnte Konzeptalbum Diese eine Stelle auf dem selbst mitgegründeten Musiklabel Krokant.
Von 2016 bis Anfang 2019 leitete er gemeinsam mit Lorenz Rhode das für die Late-Night-Show Neo Magazin Royale neu gegründete Rundfunk-Tanzorchester Ehrenfeld, das 2018 und 2019 durch Deutschland tourte. 2019 war das Orchester für den Grimme-Preis nominiert.
Schrader war Moderator und Gastgeber der in Köln beheimateten Galerie Decadence, einem abendfüllenden Musik- und Unterhaltungsformat, und wirkte bei diversen größeren und kleineren Studioproduktionen anderer Künstler mit, darunter Pete Doherty und Herrenmagazin, schrieb für Katrin Bauerfeind, die 1 Live Krone und weitere. 2016 komponierte er die Musik zu Thomas Melles Theaterstück Ännie. Von 2010 bis 2011 war er Live-Musiker der Augsburger Indie-Pop-Band Anajo. 2021 komponierte er die Musik für die Musicalfolge 266 des Comedy-Podcast Das Podcast UFO (PUFO).